# Dolichopeza parvistyla
Dolichopeza parvistyla är en tvåvingeart som beskrevs av Alexander 1956. Dolichopeza parvistyla ingår i släktet Dolichopeza och familjen storharkrankar. Inga underarter finns listade i Catalogue of Life.